# Micrapate scabrata
Micrapate scabrata är en skalbaggsart som först beskrevs av Wilhelm Ferdinand Erichson 1847.  Micrapate scabrata ingår i släktet Micrapate och familjen kapuschongbaggar. Inga underarter finns listade i Catalogue of Life.

## Bildgalleri

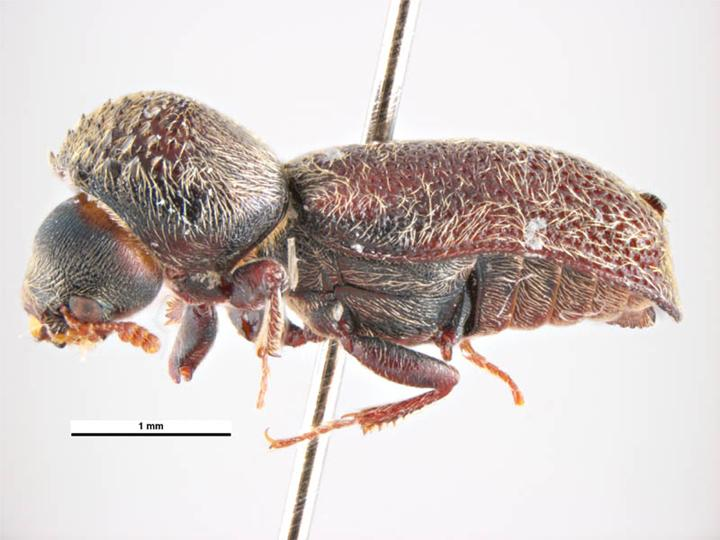